# I liga 1975-1976 (pallacanestro maschile)
La I liga 1975-1976 è stata la 42ª edizione del massimo campionato polacco di pallacanestro maschile. La vittoria finale è stata ad appannaggio del Wisła Cracovia.

## Risultati

### Stagione regolare
|     | Squadra             | G  | V  | P  | PF   | PS   | Pt. | Qualificazione        |
| --- | ------------------- | -- | -- | -- | ---- | ---- | --- | --------------------- |
| 1.  | Wisła Cracovia      | 33 | 27 | 6  | 3038 | 2521 | 60  |                       |
| 2.  | Polonia Varsavia    | 33 | 26 | 7  | 2889 | 2409 | 59  |                       |
| 3.  | Resovia Rzeszów     | 33 | 26 | 7  | 2988 | 2482 | 59  |                       |
| 4.  | Śląsk Breslavia     | 33 | 24 | 9  | 2679 | 2405 | 57  |                       |
| 5.  | Wybrzeże Danzica    | 33 | 19 | 14 | 2850 | 2644 | 52  |                       |
| 6.  | Lech Poznań         | 33 | 16 | 17 | 2547 | 2616 | 49  |                       |
| 7.  | Start Lublino       | 33 | 15 | 18 | 2373 | 2528 | 48  |                       |
| 8.  | ŁKS Łódź            | 33 | 14 | 19 | 2518 | 2566 | 47  |                       |
| 9.  | Lublinianka Lublino | 33 | 12 | 21 | 2152 | 2428 | 45  |                       |
| 10. | Spójnia Danzica     | 33 | 11 | 22 | 2462 | 2588 | 44  |                       |
| 11. | AZS Varsavia        | 33 | 4  | 29 | 2265 | 2830 | 37  | retrocesse in II liga |
| 12. | Pogoń Stettino      | 33 | 4  | 29 | 2380 | 2830 | 37  | retrocesse in II liga |

| I liga 1975-1976         |
| ------------------------ |
| Wisła Cracovia 6º titolo |

## Formazione vincitrice
| N° | Naz.               | Ruolo | Sportivo            |  | Alt. |  |
| -- | ------------------ | ----- | ------------------- |  | ---- |  |
|    | Polonia (bandiera) | G     | Jacek Dolczewski    |  | 193  |  |
|    | Polonia (bandiera) | G     | Adam Gardzina       |  | 194  |  |
|    | Polonia (bandiera) | C     | Zbigniew Kudłacz    |  | 207  |  |
|    | Polonia (bandiera) | A     | Dariusz Kwiatkowski |  | 196  |  |
|    | Polonia (bandiera) | AC    | Piotr Langosz       |  | 201  |  |
|    | Polonia (bandiera) | C     | Marek Ładniak       |  | 202  |  |
|    | Polonia (bandiera) | P     | Stanisław Matelak   |  | 181  |  |
|    | Polonia (bandiera) | G     | Jacek Międzik       |  | 190  |  |
|    | Polonia (bandiera) | P     | Andrzej Seweryn     |  | 180  |  |
|    | Polonia (bandiera) | G     | Janusz Seweryn      |  | 189  |  |
|    | Polonia (bandiera) | A     | Piotr Wielebnowski  |  | 199  |  |
|    | Polonia (bandiera) | A     | Waldemar Wiśniewski |  | 196  |  |
|    | Polonia (bandiera) | A     | Włodzimierz Wojtala |  | 192  |  |
|    | Polonia (bandiera) | All.  | Jerzy Bętkowski     |  |      |  |

## Premi e riconoscimenti
- MVP stagione regolare:  Edward Jurkiewicz, Wybrzeże Danzica